# Долголевець Михайло Вікторович
Долголеве́ць Миха́йло Ві́кторович (18 травня 1990, с.Завшиці, Солігорський район) — білоруський професійний боксер напівважкої ваги, учасник двох Олімпійських ігор.

## Аматорська кар'єра
Боксом Михайло почав займатися зі шкільних років. 2006 року став призером чемпіонату Європи серед юніорів. 2008 року став призером чемпіонату світу з боксу серед військовослужбовців.
Протягом більш ніж 10 років був лідером збірної Білорусі в напівважкій вазі, виступаючи на різних міжнародних турнірах.
На Олімпійських іграх 2012 програв в першому бою Олександру Гвоздику (Україна) — 10-18.
2013 року на літній Універсіаді, яка проходила у Казані, Михайло представляв Білорусь в боксі у ваговій категорії до 81 кг та завоював бронзову нагороду. Після перемог над представниками Киргизстану та Молдови у півфіналі Долголевець зустрівся з Олександром Гвоздиком і знов йому програв — 0-3.
На Олімпійських іграх 2016 в першому бою переміг Валентіно Манфредонія (Італія) — 2-1, а в другому програв Адільбеку Ніязимбетову (Казахстан) — 0-3.

## Професіональна кар'єра
2020 року дебютував в професійному боксі і вже в третьому бою завоював вакантний титул чемпіона Євразії за версією Boxing Parliament в другій середній вазі.